# 三角的距離無限趨近零
《三角的距離無限趨近零》（日语：三角の距離は限りないゼロ）是日本小說家岬鷺宮撰寫的輕小說系列。插畫由Hiten擔任。電撃文庫（KADOKAWA）從2018年5月到2022年8月共出版8卷，之後於2023年4月發行了第9卷。於「這本輕小說真厲害！2019」取得新作類第3名、文庫類第8名。截至2021年8月，此系列累計發行量已超過35萬份。

## 故事簡介
4月9日是第一學期的第一天，宮前高中二年四班的矢野四季見到了轉學生水瀨秋玻，並愛上了她。
在開學典禮後，矢野回到教室，看到的是水瀨秋玻的另一個人格水瀨春珂。矢野得知秋玻和春珂是雙重人格後，由於想接近秋玻，他提出要協助「她們」使周圍的人不知道她們是雙重人格。

## 登場角色

### 主要人物
矢野四季
二年四班。本作男主角。擅長在他人面前隱藏自己的真心。實際上是喜歡閱讀，個性略陰沉的人，喜歡讀池澤夏樹的《靜物》。在二年級開學時對轉入學的秋玻抱有好感，在知曉春珂的存在後幫助其隱藏雙重人格的身分。第一集的結尾在與秋玻及春珂交流之後改變了自己的想法，停止隱藏自己的真心，並且開始與秋玻交往。
水瀨秋玻（聲：伊藤美來（2019年電視廣告）、市之瀨加那（廣播劇））
本作女主角之一。幾乎沒有情緒起伏，擁有冷靜的性格。住在離善福寺川和圖書館附近公寓的三樓，二年級轉入宮前高中2年級4班。擅長讀書及運動，具雙重人格，在一次事故中，為了保護自己而創造出春珂，同時也不希望春珂消失，平均每131分鐘就會與人格替換一次。與春珂的交流主要通過智慧型手機上的備忘錄和行事曆應用。喜歡聽爵士樂。在第一卷結束時對依津佳和修司承認了其雙重人格的身分。
水瀨春珂（聲：伊藤美來（2019年電視廣告）、市之瀨加那（廣播劇））
本作女主角之一。個性比起秋玻差別較大，在9歲時為了保護秋波而被創造出人格，希望可以模仿秋玻，不被人發現具有雙重人格。情緒比起秋波更加坦率，情緒起伏不定。喜歡花哨的毛絨玩具，可愛的衣服和飾物，並且喜歡少女漫畫。不喜歡被別人看到人格交換的那一刻。在很早時就發現了矢野對秋波的感情，並答應以幫助矢野追秋波為條件讓他幫助自己。

### 宮前高等中學
須藤伊津佳
一年二班（《讀者與主人公的未來》中）→二年四班（本作開始）。雙馬尾的小個子女生，個性開朗，是矢野的好友。
廣尾修司
一年二班（《讀者與主人公的未來》中）→二年四班（本作開始）。入學高中後矢野的同學，由於帥氣很受女生歡迎。經常與須藤伊津佳一起行動，與細野晃是國小及國中同學。第二集中向青梅竹馬伊津佳告白，在伊津佳考慮期間被同班的古暮千景，但以憧憬伊津佳為理由拒絕了。
千代田百瀨
矢野所在班級的班主任，國語教師。
柊時子
《讀者與主人公的未來》中的女主角。小說的作者是她的姐姐，是以細野最喜歡的書《十四歲》為藍本，將她十四歲時的一舉一動、一言一行，以及每天的所感所想都詳細地寫在書中，所以她的愛好、品味、想法等都寫在書中。秘密也都被細野在書中知曉。
一年七班（《讀者與主人公的未來》中）→二年一班（本作開始）。
細野晃
《讀者與主人公的未來》中的男主角。國中時期與喜愛的小說《十四歲》的主人公產生共鳴，幾乎閒暇時間都在閱讀，沉浸其中，入學後發現與小說裡風貌、性格、思考方式都完全一致的同學柊時子出現在他面前時決定接近她並且成為戀人。
一年七班（《讀者與主人公的未來》中）→二年一班（本作開始）。

### 水瀨家
水瀨岳夫
秋玻的父親，醫生。
水瀨實春
秋玻的母親。

### 其他人物
庄司霧香
本作主角同補習班的學妹。教會了主角如何在他人面前扮演著【角色】。
柊ところ
柊時子的姊姊，小說家。以十四歲時子為藍本的《十四歲》，以及以細野晃為藍本的《十五歳 Side A》作中作的作者。
野野村九十九
千代田百瀨的丈夫，柊ところ的責任編輯。

## 出版書籍

### 輕小說
| 集數 | 電擊文庫       | 電擊文庫               | 台灣角川      | 台灣角川           |
| 集數 | 發售日期       | ISBN                   | 發售日期      | ISBN               |
| ---- | -------------- | ---------------------- | ------------- | ------------------ |
| 1    | 2018年5月10日  | ISBN 978-4-04-893829-7 | 2019年11月6日 | ISBN 9789577433442 |
| 2    | 2018年11月10日 | ISBN 978-4-04-912100-1 | 2020年4月8日  | ISBN 9789577436979 |
| 3    | 2019年5月10日  | ISBN 978-4-04-912386-9 | 2020年7月13日 | ISBN 9789577438874 |
| 4    | 2019年11月9日  | ISBN 978-4-04-912800-0 | 2020年12月7日 | ISBN 9789865241407 |
| 5    | 2020年5月9日   | ISBN 978-4-04-913183-3 | 2021年6月9日  | ISBN 9789865245474 |
| 6    | 2020年11月10日 | ISBN 978-4-04-913306-6 | 2021年9月6日  | ISBN 9789865247614 |
| 7    | 2021年8月6日   | ISBN 978-4-04-913586-2 | 2022年5月12日 | ISBN 9786263214286 |
| 8    | 2022年8月10日  | ISBN 978-4-04-914030-9 | 2023年2月23日 | ISBN 9786263522688 |
| 9    | 2023年4月7日   | ISBN 978-4-04-914972-2 | 2024年2月5日  | ISBN 9786263784161 |

### 漫畫
由森野霞創作，在《月刊Comic Alive》2019年5月號發表了第零話，從6月號開始連載，並且在Niconico靜畫及ComicWalker上架。
| 集數 | MF Comics      | MF Comics              |
| 集數 | 發售日期       | ISBN                   |
| ---- | -------------- | ---------------------- |
| 1    | 2019年10月23日 | ISBN 978-4-04-064138-6 |
| 2    | 2020年6月23日  | ISBN 978-4-04-064699-2 |
| 3    | 2020年12月23日 | ISBN 978-4-04-680031-2 |

## 外部連結
- 岬鷺宮的X（前Twitter）
- 電撃文庫特設網站（日語）